# Матвіївка (Богодухівський район)
Матві́ївка — село у Богодухівській міській громаді Богодухівського району Харківської області України.
- Поштове відділення: Матвіївське

## Географія
Село Матвіївка знаходиться на правому березі річки Рябина. Є міст. На річці гребля і велике водосховище в якому мешкає окунь, карась і плітка. В останні роки з'явився короп. Вище за течією примикає село Горбанівка, нижче за течією — село Бабаки. На протилежному березі растоложено село Дмитрівка.

## Історія

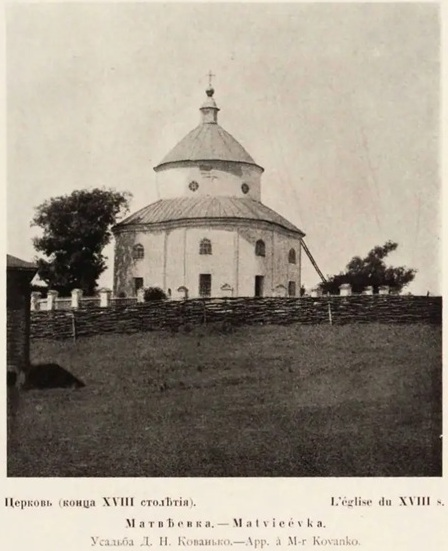
Покровська церква в Матвіївці Богодухівського повіту, світлина 1914 року з видання 1917 року Г. К. Лукомського «Старинні садиби Харківської губернії»

- 1662 — дата заснування[2].
- 1699 — в царській грамоті Федору Осипову Матвіївка вже називалася селом і в ньому жили «вільні люди черкаси»
- 1704 — відібрана у Перехрестова і в 1705 р. віддана новому Охтирському полковнику
- 1840 — Храм Покрова Пр. Богородиці дуже оригінальної форми, що нагадує однокупольні українські церковні споруди. Побудований Данилом Лесницьким.
- 1917 — Садиба Д. Кованько, на річці Рябина.
- Село постраждало внаслідок геноциду українського народу, проведеного урядом СССР в 1932—1933 роках, кількість встановлених жертв — 64 людини[3]. 
  - 12 червня 2020 року, відповідно до розпорядження Кабінету Міністрів України № 725-р «Про визначення адміністративних центрів та затвердження територій територіальних громад Харківської області», село увійшло до Богодухівської міської громади[4].
  - 19 липня 2020 року, в результаті адміністративно-територіальної реформи та ліквідації Богодухівського району (1923—2020), село увійшло до складу новоутвореного Богодухівського району Харківської області[5].